# Erythmelus picinus
Erythmelus picinus är en stekelart som först beskrevs av Girault 1915.  Erythmelus picinus ingår i släktet Erythmelus och familjen dvärgsteklar. Inga underarter finns listade i Catalogue of Life.